# Křížový vrch (Hanušovická vrchovina)
Křížový vrch (również Chlumek ) – szczyt (góra) o wysokości 515 m n.p.m. w Hanušovickiej vrchovinie, będącej częścią pasma górskiego Jesioników (cz. Jeseníky), w północno-wschodnich Czechach, w Sudetach Wschodnich, na Morawach, w obrębie gminy Velké Losiny. 

## Charakterystyka
Górę zaliczamy z uwagi na jej niewielką wysokość do gór niskich. Zalesiony obszar szczytowy ma kształt zaokrąglony (kopulasty). Na nim znajduje się odrestaurowany kamienny krzyż. Na stoku góry w odległości około 200 m na południowy wschód od szczytu, przy wiacie turystycznej znajduje się punkt widokowy na pobliskie pasmo górskie Wysokiego Jesionika (cz. Hrubý Jeseník). Na szczycie nie ma punktu geodezyjnego. Państwowy urząd geodezyjny o nazwie (cz. Český úřad zeměměřický a katastrální (CÚZK)) w Pradze podaje jako najwyższy punkt – szczyt – o wysokości 514,8 m n.p.m. i współrzędnych geograficznych (50°02′48,7″N 17°02′31,5″E/50,046861 17,042083).
W 2010 roku na górę wytyczono, korzystając ze środków Unii Europejskiej ścieżkę dydaktyczną o długości około 3600 m na trasie:
 Velké Losiny – Kościół św. Jana Chrzciciela – szczyt Křížový vrch – kapliczka św. Rozalii – Velké Losiny – potok Medvědí potok (z 5 punktami obserwacyjnymi)
Przez górę przebiega również szlak turystyczny na trasie:
 Velké Losiny – góra Křížový vrch – góra Chmelný vrch – góra Chlum – Pekařov – góra Ucháč – góra Tři kameny
Przez stoki góry nie wytyczono żadnego szlaku rowerowego.
W obrębie góry poprowadzono trasę narciarstwa biegowego o długości 18,5 km:
- Velké Losiny – góra Křížový vrch – góra Chmelný vrch – góra Chlum – Pekařov – góra Ucháč – góra Tři kameny – góra Jelení skalka – góra Jelení skok – Přemyslov – Kouty nad Desnou